# 1206
| [ Edytuj tabelę ]                 |                                                 |
| Książę Małopolski                 | - 1202 Leszek Biały 1210                        |
| Książę Wielkopolski               | - 1202 Władysław III Laskonogi 1229             |
| Król Angkoru                      | - 1181 Dżajawarman VII 1218                     |
| Król Anglii                       | - 1199 Jan bez Ziemi 1216                       |
| Król Aragonii i hrabia Barcelony  | - 1196 Piotr II Katolicki 1213                  |
| Książę Bawarii                    | - 1183 Ludwik I 1231                            |
| Margrabia Brandenburgii           | - 1205 Albrecht II 1220                         |
| Książę Burgundii                  | - 1192 Eudes III 1218                           |
| Cesarz Bizancjum                  | - 1204 Teodor I Laskarys 1222                   |
| Car Bułgarii                      | - 1197 Kałojan 1207                             |
| Cesarz Chin                       | - 1194 Song Ningzong 1224                       |
| Król Cypru                        | - 1205 Hugo I 1218                              |
| Król Czech                        | - 1198 Przemysł Ottokar I 1230                  |
| Król Danii                        | - 1202 Waldemar II Zwycięski 1241               |
| Władca Egiptu                     | - 1199 Al-Adil 1218                             |
| Cesarz Etiopii                    | - 1189 Gebre Meskel 1229                        |
| Król Francji                      | - 1180 Filip II August 1223                     |
| Król Gruzji                       | - 1184 Tamara 1213                              |
| Cesarz Japonii                    | - 1198 Tsuchimikado 1210                        |
| Kalif                             | - 1180 An-Nasir 1225                            |
| Król Kastylii                     | - 1158 Alfons VIII Szlachetny 1214              |
| Patriarcha Konstantynopola        | - 1198 Jan X Kamateros 1206                     |
| Władca Korei                      | - 1204 Hŭijong 1211                             |
| Król Leónu                        | - 1188 Alfons IX 1230                           |
| Cesarz Łaciński                   | - 1205 Henryk Flandryjski 1216                  |
| Kalif Maroka                      | - 1199 Muhammad an-Nasir 1213                   |
| Król Nawarry                      | - 1194 Sanczo VII 1234                          |
| Król Norwegii                     | - 1204 Inge II Baardsson 1217                   |
| Hrabia Palatynatu                 | - 1195 Henryk V z Welf 1211                     |
| Papież                            | - 1198 Innocenty III 1216                       |
| Król Portugalii                   | - 1185 Sancho I 1211                            |
| Sułtan Rumu                       | - 1205 Kaj Chusrau I 1211                       |
| Książę Rusi halickiej             | - 1199 Roman I 1206 - 1206 Włodzimierz III 1207 |
| Książę Saksonii                   | - 1180 Bernard III 1212                         |
| Król Szkocji                      | - 1165 Wilhelm I 1214                           |
| Król Szwecji                      | - 1196 Swerker II Młodszy 1208                  |
| Doża Wenecji                      | - 1205 Pietro Ziani 1229                        |
| Król Węgier                       | - 1205 Andrzej II 1235                          |
| Wielki mistrz zakonu krzyżackiego | - 1200 Otto von Kerpen 1208                     |

Rok 1206 / MCCVI
stulecia: XII wiek ~
XIII wiek ~
XIV wiek

lata: 1196 «
1201 «
1202 «
1203 «
1204 «
1205 «
1206
» 1207
» 1208
» 1209
» 1210
» 1211
» 1216

## Wydarzenia w Polsce
- 26 października – papież Innocenty III wezwał bullą kler polski do poparcia opata Godfryda z Łekna, w jego działaniach misyjnych wśród Prusów.
- Rządy Władysława Laskonogiego w Krakowie zostały obalone przez krakowskie możnowładztwo z biskupem Pełką na czele.
- Tron krakowski objął Leszek Biały, dotychczasowy książę sandomierski.
- Leszek Biały zorganizował wyprawę na Ruś Halicko-Włodzimierską, w której wziął udział również jego brat Konrad.
- Władysław Laskonogi wypędził arcybiskupa Henryka Kietlicza i swego bratanka Władysława, syna Odona, którzy zbuntowali się przeciwko niemu.

## Wydarzenia na świecie
- 25 maja – angielski król Jan bez Ziemi wydał jakoby pierwszy list kaperski Francuzowi Eustachemu Buskes, zwanemu Mnichem Eustachym.
- 27 lipca – walki rodowe między Welfami i Staufami: miała miejsce bitwa pod Wassenberg.
- 20 sierpnia – Henryk Flandryjski został w Konstantynopolu koronowany na cesarza łacińskiego.
- 27 grudnia – Dominik Guzmán (św. Dominik) założył w Prouilhe koło Carcassonne zakon dominikanek klauzurowych.
- W czasie zjazdu Mongołów nad Ononem Temudżyn przyjął tytuł Czyngis-chana (Wielkiego wodza Mongołów).

## Urodzili się
- Bela IV, król Węgier z dynastii Arpadów, w latach 1235–1270
- Gujuk, trzeci wielki chan mongolski (data narodzin przybliżona)

## Zmarli
- 4 czerwca – Adela z Szampanii, królowa Francji, trzecia żona króla Ludwika VII
- Yang Wanli, chiński poeta (ur. 1127)
- Otto von Kerpen, drugi wielki mistrz zakonu krzyżackiego